# Prades-sur-Vernazobre
Prades-sur-Vernazobre – miejscowość i gmina we Francji, w regionie Oksytania, w departamencie Hérault.
Według danych na rok 1990 gminę zamieszkiwało 211 osób, a gęstość zaludnienia wynosiła 11 osób/km² (wśród 1545 gmin Langwedocji-Roussillon Prades-sur-Vernazobre plasuje się na 700. miejscu pod względem liczby ludności, natomiast pod względem powierzchni na miejscu 403.).